# Louis Prima
Louis Leo Prima (New Orleans, 7 dicembre 1910 – New Orleans, 24 agosto 1978) è stato un musicista e cantante statunitense di origini italiane.
Interprete e talvolta anche autore di canzoni come Sing, Sing, Sing, Just a Gigolo, Buona sera (prima posizione nei Paesi Bassi per 18 settimane, in Norvegia per 9 settimane e nelle Fiandre in Belgio per 5 settimane), Angelina, nel 1993 fu inserito nella Hall of Fame del jazz.

## Biografia
Louis Prima fu sempre al passo delle ultime tendenze musicali del momento. Iniziò negli anni venti con una band di sette componenti che proponeva il jazz tipico della natia New Orleans, per passare poi allo swing negli anni trenta. Negli anni quaranta fu la volta della Big Band. Negli anni cinquanta lavorò a Las Vegas in uno degli spettacoli più popolari. Passò poi ad un gruppo pop-rock negli anni sessanta.

## A New Orleans
Louis Prima nasce a New Orleans da una famiglia di origine siciliana: il padre, Anthony Di Prima, era nato anch'egli a New Orleans ma era figlio di un emigrato di Salaparuta, mentre la madre, Angelina Caravella, era arrivata ancora in fasce da Ustica. L'autore TV Michele Guardì ha dichiarato, durante un suo programma, che Prima è un suo cugino.
Da bambino studiò il violino su pressione della madre, ma la sua vera passione era la tromba.
Louis Prima era molto orgoglioso delle sue origini, e ad ogni esibizione non mancava di far sapere al pubblico che era italo-americano e di New Orleans. Nel suo modo di cantare e di suonare erano evidenti molte influenze comuni ad un altro famoso musicista suo concittadino, Louis Armstrong, soprattutto nella voce roca e nello scat.
Nei primi anni di carriera a New Orleans suonò la tromba con Irving Fazola, nel gruppo di suo fratello maggiore Leon, e nell'orchestra del Sanger Theater, poi fondò un gruppo suo, "Louis Prima's New Orleans Gang".

## A New York

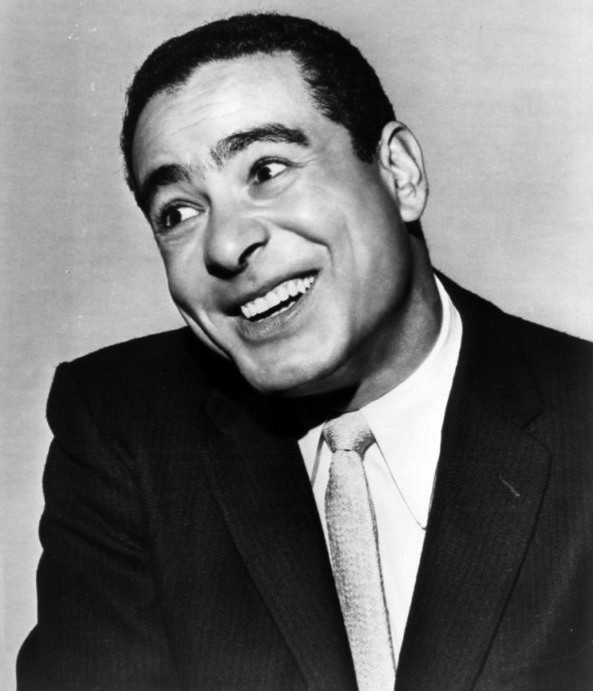
Sam Butera - sassofonista, arrangiatore e bandleader con Louis Prima per oltre vent'anni

Nel 1934 si trasferì a New York, dove diventò uno dei musicisti fissi dei club più famosi. Nel 1936 la sua canzone Sing, Sing, Sing ottenne un grande successo, e diventò uno degli standard swing più eseguiti dell'epoca. Storica fu l'interpretazione di Benny Goodman come gran finale del concerto alla Carnegie Hall del 16 gennaio 1938, con Gene Krupa alla batteria.
In seguito Louis Prima si spostò a Los Angeles per lavorare nel nightclub "Famous Door". Collezionò alcune apparizioni in film di Hollywood, tra cui un'esibizione con Bing Crosby in Rhythm on the Range.
Sul finire degli anni quaranta ingaggiò due nuovi elementi per il suo spettacolo: la giovane cantante Keely Smith (che sarebbe poi diventata la sua quarta moglie), e il sassofonista e arrangiatore Sam Butera, a capo della band "Sam Butera and the Witnesses". Insieme, riuscirono a creare uno show dal vivo tra i più coinvolgenti. Nel 1954 incide il medley Just a Gigolo/I Ain't Got Nobody (V-Disc 78 RPM Single 554-A). Just a Gigolo è la cover della canzone italo-tedesca Schöner Gigolo, scritta nel 1929 da Nello Casucci (musica) e Julius Brammer (parole).
Nel 1956 registra il suo album The Wildest! con Keely Smith che sarà premiato con il Grammy Hall of Fame Award 1999.
Louis Prima si esibì regolarmente a Las Vegas durante gli anni cinquanta e sessanta.
Nel 1967 diede la sua voce al personaggio di King Louie (Re Luigi) nella versione originale del film Il libro della giungla di Walt Disney. La canzone I Wanna Be Like You, tratta dalla colonna sonora del film, fu un grande successo.
All'inizio degli anni settanta Louis Prima ritornò a vivere a New Orleans. Nel 1975, in seguito ad un intervento per l'asportazione di un tumore al cervello, entrò in coma, da cui non si risvegliò più. Morì tre anni più tardi. L'epitaffio sulla sua tomba è una citazione da Just a gigolo, una delle sue interpretazioni più famose:
Nel 2007 una sua cover della canzone napoletana Maria Marì (di Vincenzo Russo e Eduardo Di Capua), che lui aveva intitolato Oh Marie, viene riproposta in versione remix come colonna sonora per uno spot della Fiat Grande Punto.

## Discografia
- The Manuelo Tarantel (1949) Mercury 78 RPM Single 5339
- Breaking It Up! (1953 - pubblicato nel 1958)

Con Sam Butera e The Witnesses:
- The Wildest! (1956)
- Just a Gigolo (1956)
- The Call of the Wildest (1957)
- The Wildest Show at Tahoe (1957)
- Las Vegas Prima Style (1958)
- Strictly Prima (1958)
- Hey Boy! Hey Girl! (1959)
- Louis and Keely! (1959) – Primo album pubblicato da Dot Records.
- His Greatest Hits (1960) – Primo album in collaborazione con il polistrumentista Morgan Thomas.
- Together (1960)
- Pretty Music Prima Style, Volume 1 (1960)
- On Stage (1960)
- Wonderland by Night (1960)
- Blue Moon (1961)
- Return of the Wildest (1961) – L'ultimo pubblicato in collaborazione con Keely Smith.
- Doin' the Twist (1961)
- The Wildest Comes Home (1962) – Il ritorno di Prima alla Capitol Records.
- Lake Tahoe Prima Style (1962) – Il primo LP in Capitol in collaborazione con Gia Maione.
- Prima Show in the Casbar (1963) – Il primo LP pubblicato dalla Prima One Records.
- Plays Pretty for the People (1964) – Pubblicato da Jazz Band, live radio trasmesso nel capodanno del 1963 e ogni tanto nel 1964.
- King of Clubs (1964)
- Let's Fly with Mary Poppins (1965)
- Golden Hits of Louis Prima (1966) – L'ultima pubblicazione in collaborazione col trombettista Lou Scioneaux.
- On Broadway (1967) – Pubblicazione United Artists, pubblicazione da solista di Prima senza Gia Maione e The Witnesses.
- The Jungle Book (1967) – Prima e The Witnesses in collaborazione in un duetto con il cantante Phil Harris in "I Wanna Be Like You".
- More Jungle Book (1969) – Prima e The Witnesses in collaborazione in una traccia, "Strange Behavior".
- The New Sounds of the Louis Prima Band (1969) – Primo album che introduce Richie Varola nell'organo elettrico, caratterizzando per la prima volta, come produzione di una band, un sound molto differente e moderno.
- Blast Off! (1970)
- The Prima Generation '72 (1972)
- Angelina (1973) – Un tributo a sua madre, con canzoni italiane di novità come "Zooma Zooma (C'è la luna mezzo mare)"
- Let's "Hear" it For Robin Hood (1974) – Pubblicato da Disneyland Records, Prima racconta la storia di Robin Hood.
- The Wildest '75 (1975) – Ultimo album di Prima, prima di cadere nel coma, collaborando al singolo "I'm Leaving You".

Coronet Records
- On Broadway (1959)
- Louis Prima Digs Keely Smith (senza data)

## Filmografia
- La rosa di Washington, regia di Gregory Ratoff (1939)
- Il libro della giungla (1967) - voce di Re Luigi
- The Danny Thomas Hour – serie TV, episodio 1x14 (1968)